# Ankeny
Ankeny est une ville américaine du comté de Polk dans le centre de l'Iowa et qui est située à 16 km au nord de Des Moines le long de l'Interstate 35. La population de la ville était en 2005 de 36 162 habitants.
La ville a été fondée en 1874 le long de la ligne de chemin de fer reliant Des Moines à Ames. Son fondateur, John Fletcher Ankeny, a donné son nom à la ville qui a été incorporée en 1903. Alors que la ville était très peu peuplée jusqu'au milieu du XXe siècle (779 habitants en 1940), la population de la ville, située dans la banlieue de Des Moines, a beaucoup augmenté après la seconde guerre mondiale.

## Tourisme
Le sentier ferroviaire « High Trestle Trail » débute à Ankeny.